# Фонтан Савопуло
Фонта́н Савопуло або Азіз-су, Азіз-чешме (крим. Aziz suv, Aziz çeşme) — джерело в Центральному парку культури та відпочинку в місті Сімферополі, Автономна Республіка Крим.
З часів Кримського ханства джерело мало назву Азіз-су (Свята вода) та Азіз-чешме (Святе джерело), також зустрічаються назви Ай-неро, Аия-вриси, Ай-су, Ай-чешме.
Завдяки цьому джерелу в 1857 році зцілився сліпий грек Апостол Савопуло — після омивання очей водою з цього джерела він почав бачити. Після чудесного одужання Савопуло віддячив спорудженням фонтану з вирізьбленим карнизом та написом на вапняковій плиті «Цей фонтан був споруджений греком Апостолом Савопуло в 1857 році».
Неподалік розташовується азиз Салгир-баби, одного з дуже шанованих кримськотатарських святих. Відвідувалася могила цього святого масою прочан, які залишали на кущах бузку, що росте навколо могили, клапті матерії, вони вірили, що тут вони залишають разом із ними всі свої хвороби. Після поклоніння могилі святого прочани поспішали до джерела, щоб вмитися священною водою. Вважалося також те, що вода джерела найкраще зцілює від гарячки.
До радянської окупації фонтан двічі, в 1881 та 1906 роках, реставрувався. За роки радянської влади фонтан був майже зруйнований, і лише в 1994 році була проведена чергова реставрація.
Сучасного вигляду фонтан отримав 2007 року. О 13:00 годині 5 жовтня біля фонтану Савопуло вперше за більш ніж 150 років було проведено молебень та водоосвячення.

## Цікаві факти
- Реставрація 1994 року фінансувалася Костянтином Савопуло, однофамільцем автора фонтану.
- У 1981 році біля фонтана знімалася сцена художнього фільму «Шофер на один рейс».
- Вода джерела непридатна для пиття[5].